# Baby, I’m in Love
A Baby, I’m in Love Thalía mexikói énekesnő második kislemeze tizedik, Thalía című stúdióalbumáról, mely első angol nyelvű lemeze. Szerzői Ric Wake, Kara DioGuardi és Guy Roche sikeres popdalszerzők.
Bár a modern hangzású, dallamos szám és sokak szerint jobb, mint az előző kislemez, az I Want You, nem került fel az amerikai Billboard Hot 100-ra. A Hot Dance Club Play listán azonban 12. lett, és Japánban is népszerűvé tette az énekesnőt.
A dal spanyol nyelvű változata az Alguien real (’Valaki igazi’).

## Videóklip
A dal videóklipjét a finn származású Antti Jokinen rendezte, és 2003. július 23-án forgatták. 2003. szeptember 20-án játszották először. A klipben Thalía a barátaival bulizni megy, és előadja a dalt egy klubban.

## Dallista
CD-kislemez (Egyesült Királyság)
1. Baby, I’m in Love (Albumváltozat) 3:31

CD-kislemez (USA)
1. Baby, I’m in Love (Albumváltozat) 3:31
2. Alguien real 4:15

CD és 12" kislemez (USA) (Boris & Beck Remixes)
1. Baby, I’m in Love (Boris & Beck Extended Vocal Mix) 7:37
2. Baby, I’m in Love (Boris & Beck Extended Dub) 5:26
3. Baby, I’m in Love (Boris & Beck Radio Edit) 4:15

12" kislemez (Norty Cotto Remixes)
1. Baby, I’m in Love (Norty Cotto Club Remix) 8:11
2. Baby, I’m in Love (Norty Cotto Dubmental Mix) 7:38
3. Baby, I’m in Love (Norty Cotto Radio Mix) 4:22

## Hivatalos remixek, változatok
Baby, I’m in Love
1. GW-1 The Barrio / Urban Remix - 3:38
2. Boris & Beck Vocal Club Mix – 7:37
3. Boris & Beck Radio Edit – 4:15
4. Boris & Beck Extended Dub – 5:26
5. Norty Cotto Club Remix – 8:11
6. Norty Cotto Radio Mix – 4:22
7. Norty Cotto Dubmental Mix – 7:38
8. Serban Ghenea Mix - 3:34
9. Pumpin’ Dolls Club Mix (kiadatlan)
10. Pumpin’ Dolls Radio Edit (kiadatlan)

Alguien real
1. Norty Cotto Spanish Club Remix
2. Norty Cotto Spanish Radio Edit
3. Norty Cotto & A Touch of Neno’ Mix
4. Pumpin’ Dolls Club Mix (kiadatlan)
5. Pumpin’ Dolls Radio Edit (kiadatlan)
6. A Cappella

## Külső hivatkozások
- Baby, I’m in Love. YouTube
- Alguien real. YouTube